# Freccia Vallone femminile 2024
La Freccia Vallone femminile 2024, ventisettesima edizione della corsa e valevole come tredicesima prova dell'UCI Women's World Tour 2024 categoria 1.WWT, si svolse il 17 aprile 2024 su un percorso di 146 km, con partenza da Huy ed arrivo sul Muro di Huy, in Belgio. La vittoria andò alla polacca Katarzyna Niewiadoma, la quale completò il percorso in 3h55'29", alla media di 37,2 km/h, precedendo l'olandese Demi Vollering e l'italiana Elisa Longo Borghini.
Sul traguardo del Muro di Huy 106 cicliste, delle 139 partite da Huy, portarono a termine la competizione.

## Squadre e corridori partecipanti
| N.      | Cod. | Squadra                  |
| ------- | ---- | ------------------------ |
| 1-6     | SDW  | Team SD Worx-Protime     |
| 11-16   | MOV  | Movistar Team            |
| 21-26   | LTK  | Lidl-Trek                |
| 31-35   | LAJ  | Liv AlUla Jayco          |
| 41-46   | FST  | FDJ-Suez                 |
| 51-56   | AGS  | AG Insurance-Soudal Team |
| 61-66   | UAD  | UAE Team ADQ             |
| 71-76   | CSR  | Canyon-SRAM Racing       |
| 81-86   | FED  | Fenix-Deceuninck         |
| 91-96   | DFP  | DSM-Firmenich PostNL     |
| 101-106 | EFC  | EF Education-Cannondale  |
| 111-116 | UXM  | Uno-X Mobility           |

| N.      | Cod. | Squadra                     |
| ------- | ---- | --------------------------- |
| 121-126 | TVL  | Team Visma-Lease a Bike     |
| 131-136 | LDL  | Lotto Dstny Ladies          |
| 141-146 | COF  | Cofidis Women Team          |
| 151-154 | CGS  | Roland                      |
| 161-166 | VWT  | VolkerWessels Pro Cycling   |
| 171-176 | HPH  | Human Powered Health        |
| 181-186 | AUB  | St Michel-Mavic-Auber93 WE  |
| 191-194 | CHE  | Chevalmeire                 |
| 201-206 | HPU  | Team Coop-Repsol            |
| 211-216 | LKF  | Laboral Kutxa-Fund. Euskadi |
| 221-226 | ARK  | Arkéa-B&B Hotels Women      |
| 231-236 | BPK  | BePink-Bongioanni           |

## Ordine d'arrivo (Top 10)
| Pos. | Corridore            | Squadra   | Tempo    |
| ---- | -------------------- | --------- | -------- |
| 1    | Katarzyna Niewiadoma | Canyon    | 3h55'29" |
| 2    | Demi Vollering       | SD Worx   | a 2"     |
| 3    | Elisa Longo Borghini | Lidl-Trek | a 4"     |
| 4    | Evita Muzic          | FDJ-Suez  | a 7"     |
| 5    | Ashleigh Moolman     | AG-Soudal | a 11"    |
| 6    | Pauliena Rooijakkers | Fenix     | a 15"    |
| 7    | Juliette Labous      | DSM       | a 19"    |
| 8    | Fem van Empel        | Visma     | a 24"    |
| 9    | Marta Cavalli        | FDJ-Suez  | a 27"    |
| 10   | Ane Santesteban      | Laboral   | s.t.     |